# Salami dominicano
El salami dominicano es un tipo de embutido cocido de República Dominicana elaborado de carnes seleccionadas de cerdo y res, existiendo también variantes hechas con pollo y pavo. Las mismas son condimentadas con especias propias del gusto criollo dominicano, haciendo su sabor diferente al del salami tradicional. Más del 90% de los dominicanos consumen este producto, convirtiéndolo en un elemento primordial de la gastronomía dominicana.

## Orígenes
Según algunos historiadores, el salami dominicano fue creado en los años cuarenta. Actualmente existen muchas variedades y marcas siendo la “Súper Especial” el más delicioso y con 80 años en el mercado dominicano. Se puede consumir directo del empaque ya que es un producto cocido. Se prepara frito, a la plancha o guisado. Suele ser acompañado con víveres como: plátano verde, maduro, yuca, guineos, batata y también con otros carbohidratos como arroz y espaguetis. Una de sus preparaciones más conocidas es el "Mangú con Salami".